# Javornice
Javornice es un municipio situado en el distrito de Rychnov nad Kněžnou, en la región de Hradec Králové, República Checa. Tiene una población estimada, a inicios de 2023, de 1109 habitantes.
Está ubicada al noreste de la región, cerca de la orilla del río Orlice —un afluente derecho del río Elba— de los montes Orlické (Sudetes centrales) y de la frontera con Polonia y la región de Pardubice.